# Schoeniparus dubius
Schoeniparus dubius é uma espécie de ave da família Pellorneidae.
Pode ser encontrada nos seguintes países: Butão, China, Índia, Laos, Myanmar e Vietname.
Os seus habitats naturais são: regiões subtropicais ou tropicais húmidas de alta altitude.